# قرطالو
 قرطالو  (المتوفي في عام 209 ق.م.) هو ضابط قرطاجي في جيش حنبعل خلال الحرب البونيقية الثانية. قاد الفرسان النوميديين في عدة اشتباكات ناجحة ضد الرومان. بعد معركة كاناي، أرسله إلى روما للتفاوض مع الرومان على السلام. إلا أن الديكتاتور الروماني الجديد «M. إيونس بيرا»، أرسل رسولا للمفاوضين تطالبهم بالمغادرة بحلول الليل.
في عام 209 ق.م. كان قرطالو قائداً للحامية القرطاجية في تارانتو، عندما هاجمها فابيوس ماكسيموس. عندما وجد أنه من المستحيل الدفاع عن المدينة، استسلم لفابيوس، وعندئذ أمر «فابيوس» بقتله.